# Klobuky
Klobuky (en allemand : Hut) est une commune du district de Kladno, dans la région de Bohême-Centrale, en République tchèque. Sa population s'élevait à 1 015 habitants en 2020.

## Géographie
Klobuky se trouve à 15 km au sud-est de Louny, à 19 km au nord-nord-ouest de Kladno et à 41 km au nord-ouest de Prague.
La commune est limitée par Peruc, Vrbičany et Páleč au nord, par Stradonice à l'est, par Dřínov, Neprobylice, Třebíz, Hořešovice et Hořešovičky au sud, et par Úherce à l'ouest.

## Histoire
La première mention écrite de la localité date de 1226.